# Mónica de Greiff
Mónica de Greiff Lindo (Bogotá, 6 de noviembre de 1956) es una política y abogada colombiana.

## Biografía
Egresada de la Universidad del Rosario, donde obtuvo el grado de Derecho. En la misma institución se especializó en derecho administrativo.
Empezó ejerciendo su profesión como una abogada litigante en el sector público, para luego hacer un alto en el camino en el sector privado, primero como secretaria general de la Fiduciaria Colmena y luego como gerente general de la productora cinematográfica Casablanca.
En el gobierno de Virgilio Barco, fue designada para ocupar los cargos de viceministra de Minas y Energía y posteriormente viceministra de Justicia.

### Ministra de Justicia
En septiembre de 1989 asumió el cargo de ministra de Justicia y Derecho, con la que se convirtió así en la primera colombiana en alcanzar este puesto. Para entonces fue la octava persona designada para esta cartera en los últimos tres años, debido a las constantes amenazas de los narcotraficantes sobre quien ejerciera tal cargo. De Greiff firmó el tratado de extradición a Estados Unidos de diversos narcotraficantes, hecho que ocurrió tras la muerte de Luis Carlos Galán, candidato a la presidencia de Colombia. A principios de 1990 debió renunciar y salir del país, por las amenazas recibidas, pero después afirmó que fue "obligada a dimitir por el presidente Virgilio Barco" y que la extradición era el punto más difícil de esta guerra contra las mafias.

### Secretaria de Desarrollo Económico de Bogotá
El alcalde Mayor de Bogotá Samuel Moreno Rojas designó en enero de 2008 a De Greiff como secretaria distrital de desarrollo económico, siendo una de sus misiones principales la de crear una estructura similar a la que dirigía, con el nombre de Banco Capital.

### Terna para elegir al fiscal general de la Nación
El 13 de marzo el gobierno de Juan Manuel Santos la incluyó en la segunda terna para elegir fiscal, junto al expresidente de la Corte Constitucional de Colombia Eduardo Montealegre y la también abogada María Luisa Mesa, quien se desempeñaba como consiliaria de la Universidad del Rosario. Esta terna fue convocada el 12 de marzo de 2012, por Juan Manuel Santos para el periodo institucional 2009-2013, periodo que se vio interrumpido ante la anulación de la elección de la anterior fiscal general de la Nación, Viviane Morales.

### Ámbito privado
Tras alternar los cargos públicos antes mencionados, con el ejercicio de su profesión como abogada y consultora, y luego de su paso por la Fiduciaria Colmena y Casablanca, donde fue gerente general, De Greiff ocupó entre los años 1991 y 1993 la vicepresidencia de Shell en Colombia y la presidencia de la Corporación Banco del Pueblo, una institución de fomento para personas con bajos recursos, con lo cual adquiriría la experiencia necesaria para dirigir la Empresa de Energía de Bogotá, la cual juega un rol de gran trascendencia en el ámbito empresarial colombiano, pues es la encargada de transportar electricidad para el mercado con la demanda más importante y de mayor tamaño del país.

#### Presidente de la EEB
El 19 de enero de 2009 fue designada como nueva presidente de la EEB (Empresa de Energía de Bogotá), que es la casa matriz de un grupo empresarial muy importante del sector energético latinoamericano, proveedor de gas y energía eléctrica del Distrito Capital, perteneciente en un 76,3% al mismo. De este grupo empresarial forman parte la misma Empresa de Energía de Bogotá y otras como la Transportadora de Gas Internacional (Colombia), Contugas (Perú) y Trecsa (Guatemala).
Luego de dejar su cargo en la EEB y antes de su designación como presidenta de la Cámara de Comercio de Bogotá, el gremio empresarial más importante de Colombia, De Greiff había rechazado la vicepresidencia de la multinacional Pacific Rubiales Energy.

#### Presidente de la Cámara de Comercio de Bogotá
Con la amplia experiencia en temas empresariales que le antecedía, incluyendo su paso por las juntas directivas de Promigas y Gas Natural, De Greiff se posesiona el 29 de febrero de 2013 como presidente de la Cámara de Comercio de Bogotá, en reemplazo de Consuelo Caldas Cano.

### Embajadora de Colombia en Kenia
En mayo de 2020 fue nombrada embajadora extraordinaria y plenipotenciaria de Colombia en la República de Kenia. En el cargo hasta 2023

## Familia
De Greiff es hija de Gustavo de Greiff Restrepo, ex fiscal general de la Nación.[cita requerida]